# Лимичёвка
Лимичёвка — железнодорожная станция (населённый пункт) в Уссурийском городском округе Приморского края. Входит в состав Воздвиженской территории.

## География
Автомобильная дорога к станции Лимичёвка идёт на восток от посёлка Тимирязевский, расстояние около 2 км.
Расстояние до станции Уссурийск (на юг) около 4 км.

## Население
| 2002 | 2010 |
| ---- | ---- |
| 99   | ↘66  |

## Инфраструктура
В окрестностях станции Лимичёвка расположены дачные участки уссурийцев.

## Транспорт
В населённом пункте «Станция Лимичёвка» расположен одноимённый остановочный пункт Дальневосточной железной дороги (участок Сибирцево — Уссурийск).